# 和泉敬子
和泉 敬子 （いずみ けいこ、1947年12月7日 - ）は、大阪府岸和田市出身の日本の女優。身長156 cm。血液型はA型。ライターズカンパニー所属。本名は齋穏寺 敬子。

## 略歴
同志社大学卒業後の1969年に関西芸術座に入団。1974年、俳優の西園寺章雄と結婚後に同劇団を退団。
大阪新劇フェスティバルでは、1987年に『紫煙の彼方に』の鳩子役、2016年に『明日の幸福』の松崎淑子役で女優演技賞を受賞している。

## 人物
趣味はテニス、山歩き、自彊術。
特技は日本舞踊。
中学校・高等学校社会科教員、保育士の免許を持っている。
長所はおおらかなところ、短所は早とちりなところ。
夫の西園寺との間に長女、ペットの犬がいる。
好きな色は青。

## 出演

### 映画
- 襤褸の旗（1974年5月1日）- 杉本燁子
- 利休（1989年9月15日）
- 幸福のスイッチ（2006年10月14日）
- ふるさとをください（2008年2月27日）
- あした、授業参観いくから。（2022年4月16日）
- 事実無根（2025年5月10日） - 城田光子[6]

### テレビドラマ

#### NHK
- いつか来た道（1983年2月27日 - 3月20日）
- 安寿子の靴（1984年10月13日）
- 裸足のシンデレラ（1988年2月22日 - 3月11日）
- 連続テレビ小説
  - ほんまもん 第125話（2002年2月28日）
  - 風のハルカ 第5話・第12話・第14話・第18話・第20話 - 第22話・第30話・第38話・第42話・第48話・第62話・第66話・第68話・第86話・第130話・第136話（2005年10月7日・10月15日・10月18日・10月22日・10月25日 - 10月27日・11月5日・11月15日・11月19日・11月22日・12月13日・12月17日・12月20日・2006年1月16日・3月8日・3月15日） - 北向純子 役
- はんなり菊太郎〜京・公事宿事件帳〜 最終話（2002年12月13日） - 八千代 役
- 華岡青洲の妻 第1話（2005年1月21日）
- 万葉ラブストーリー 夏（2008年9月19日） - 朝日咲
- 松本清張ドラマスペシャル 顔（2009年12月29日）
- 雲霧仁左衛門3 第5話（2017年2月3日、NHK BSプレミアム）

#### 日本テレビ
- 桃太郎侍
  - 第48話「黒い鼠に数え唄」（1977年9月4日）
  - 第60話「虹をつかんだお姫さま」（1977年11月27日） - 藤乃
  - 第196話「大江戸ラブ・ストーリー」（1980年7月20日）
  - 第202話「大江戸翔んでる女たち」（1980年8月31日）
- 長七郎江戸日記シリーズ
  - 第1シリーズ 第83話（1986年1月14日） - 年増女
  - 第3シリーズ
    - 第28話「泪橋越えたら‥‥」（1991年6月11日） - 料理屋女将
    - 第37話「鉄火芸者の心意気」（1991年9月3日） - 弥生
- 花友禅（1991年4月1日 - 9月27日）
- 火曜サスペンス劇場 京都・女性記者シリーズ 第5作（1995年5月30日）

#### TBS
- 水戸黄門シリーズ
  - 水戸黄門 第3部 第19話（1972年4月3日） - 宿の女中
  - 水戸黄門 第13部 第6話「おん宿 割鍋にとじ蓋 -島田-」（1982年11月22日） - 鍋屋の泊り客
  - 水戸黄門外伝 かげろう忍法帖 第2話（1995年5月29日）
  - 水戸黄門 第24部 第36話（1996年6月3日） - ツネ
  - 水戸黄門 第25部 第29話（1997年7月14日） - おまつ
  - 水戸黄門 第26部 第21話（1998年7月6日） - お仲
  - 水戸黄門 第27部 第6話（1999年4月26日） - お駒
- 江戸を斬るIII 第3話（1977年1月31日） - お菊
- 霧子この愛（1978年11月6日 - 1979年2月23日） - 陽子
- 透視の罠（1987年7月6日 - 7月17日）
- 東芝日曜劇場 君にささげる歌（1987年11月15日）
- ドラマ30 → ひるドラ
  - 命つないで（1996年8月5日 - 9月27日）
  - 君のままで 第1話（2000年12月4日）
  - 新・いのちの現場から2 第38話 - 最終話（2006年5月24日 - 5月26日）
  - おちゃべり 第11話（2009年3月16日） - 中川啓子
- 月曜ドラマスペシャル → 月曜ゴールデン
  - 山村美紗サスペンス 名探偵キャサリン 第2作（1996年10月14日）
  - 浅見光彦シリーズ 第11作（1998年10月26日） - 女将 役
  - 遺品整理人 谷崎藍子 第2作（2011年5月30日）
  - 漬けモノ学者・竹之内春彦 京都殺人100選（2012年9月10日） - 柴田好子
- 大岡越前シリーズ
  - 大岡越前 第14部 第22話（1996年11月18日）
  - 大岡越前 第15部 第7話（1998年10月12日） - 大店の内儀

#### フジテレビ
- 木枯し紋次郎 第10話（1972年4月1日）
- 銭形平次
  - 第374話「むしけらの魂」（1973年7月4日） - おぬい
  - 第616話「旗本襲撃」（1978年3月29日） - 浪路
- どてらい男 第57話（1974年10月29日）
- 運命峠 第5話（1974年10月30日）
- 影の軍団IV 最終話（1985年10月1日）
- 鬼平犯科帳シリーズ
  - 鬼平犯科帳 第1シリーズ 第12話（1989年10月11日）
  - 鬼平犯科帳 第3シリーズ 第4話（1991年12月18日）
  - 鬼平犯科帳 第7シリーズ 第4話（1997年4月16日）
- ばけまん（1990年6月11日 - 6月15日）
- 少女探偵事件ファイル 第10話（1992年3月13日）
- 雪の夜の微塵となりて眠るかな～湖・三橋節子伝説（1997年2月25日）
- 金曜エンタテイメント 京都祇園入り婿刑事事件簿 第1作（1997年5月9日）
- 盤嶽の一生 第1話（2002年3月5日） - お倉
- カスペ! 怪談スペシャル（2005年8月2日）
- 狩猟雪姫（2014年11月29日） - 柳川

#### テレビ朝日
- 部長刑事シリーズ
  - 連続アクチュアルドラマ・部長刑事
    - 第665話「女は二度死んだ」（1971年7月10日）
    - 第694話「殺意―ある少年の場合」（1972年1月29日）
    - 第703話「青い性」（1972年4月1日）
    - 第745話「ダークゾーンの私兵たち」（1973年1月20日）
    - 第754話「上六の女番長N子の場合」（1973年3月24日）
    - 第796話「ヨコスカへ行った女」（1974年1月12日）
    - 第824話「死者を洗う」（1974年7月27日）
    - 第831話「生の回路」（1974年9月14日）
    - 第929話「ねずみ横丁・王手飛車」（1976年8月14日）
    - 第936話「母子草子世間柵」（1976年10月2日）
    - 第944話「悪魔がやってきた」（1976年11月27日）
    - 第950話「遅れてきた賀状」（1977年1月8日）
    - 第956話「針先から入った悪魔」（1977年2月19日）
    - 第960話「都会の砂漠」（1977年3月19日）
    - 第1044話「大阪事件マップ 北新地から乗った死美人」（1978年10月28日）
    - 第1055話「破壊」（1979年1月13日）
    - 第1071話「鉄砲玉翔んだ」（1979年5月5日）
    - 第1097話「暴力団汚染家庭」（1979年11月3日）
    - 第1110話「捜査本部・悲しい来訪者」（1980年2月2日）
    - 第1113話「戦争を知った子供たち」（1980年2月23日）
    - 第1119話「密告した女」（1980年4月5日）
    - 第1158話「赤いネクタイのデカ長」（1981年1月3日）
    - 第1170話「殺人ゲーム・最後のカードはあなた」（1981年3月28日）
    - 第1174話「宝ものがこわれた時」（1981年4月25日）
    - 第1192話「女性バラバラ殺人事件 三枚の名刺から」（1981年8月29日）
    - 第1204話「ガンバレ兄ちゃん」（1981年11月21日）
    - 第1231話「赤い灯のともる家」（1982年5月29日）
    - 第1246話「第三の予言を知った男」（1982年9月11日）
    - 第1250話「追いつめられた男」（1982年10月9日）
    - 第1254話「悪魔に渡された家」（1982年11月6日）
    - 第1260話「殺人ビールス汚染地区」（1982年12月18日）
    - 第1354話「野球トバク殺人事件」（1984年10月6日）
    - 第1403話「襲われたOL主婦」（1985年9月14日）
    - 第1418話「10分間待て!」（1985年12月28日）
    - 第1485話「死体が散歩する朝」（1987年4月18日）

  - 新・部長刑事 アーバンポリス24 第264話（1996年2月14日）
- 女人平家 第6話（1971年11月11日）
- 遠山の金さんシリーズ
  - 遠山の金さん 第1シリーズ 第96話（1977年8月25日）
  - 遠山の金さん
    - 第14話「母恋し! 緋牡丹仁義」（1982年7月8日）
    - 第55話「華麗なる追跡! 三味線お蝶」（1983年5月26日）
    - 第70話「悪女の陰謀・死体だけが知っている!」（1983年9月22日）
    - 第113話「炎の女用心棒! 黒猫のお銀」（1984年9月13日）
    - 第132話「結婚願望・恋に恋した女!」（1985年2月21日）

  - 名奉行 遠山の金さん 第5シリーズ 第1話（1993年3月4日）
- 必殺シリーズ
  - 必殺仕事人 第81話（1981年1月9日） - おりく
  - 新・必殺仕事人 第22話（1981年10月16日） - お松
  - 必殺仕事人III 第37話（1983年6月24日） - おとよ
  - 必殺渡し人 第1話（1983年7月8日）
  - 必殺仕事人IV
    - 第6話「お加代 商売敵の出現にあわてる」（1983年12月2日） - 料亭の女将
    - 第23話「せん 遺言状を書く」（1983年4月6日） - 女将
    - 第33話「勇次 悪女軍団と対決する」（1984年6月15日） - およし

  - 必殺仕事人V・激闘編 第30話（1986年7月4日） - おれん
  - 必殺仕事人・激突! 第15話（1992年2月4日） - おとよ
  - 必殺仕事人2009 新春スペシャル（2009年1月4日） - ハツ
- 赤かぶ検事奮戦記II 第11話（1982年2月12日） - 木戸佐枝子
- トップシークレット（1985年4月30日）
- おばあちゃん（1985年7月1日 - 9月27日）
- 科捜研の女シリーズ
  - Season9 第3話（2009年7月16日） - 磯辺明子
  - Season11 第9話（2011年12月15日） - 沢村美智子
- メイド刑事 第5話（2009年7月31日） - 楠瀬美恵子
- 家族レッスン 第4話（2011年5月20日） - 妻
- 土曜ワイド劇場 天才刑事・野呂盆六 第8作（2013年8月10日）

#### テレビ東京
- 疾風同心 第13話（1978年12月13日） - おしげ
- 月影兵庫あばれ旅 第1シリーズ 第10話（1989年12月8日）
- 12時間超ワイドドラマ 豊臣秀吉 天下を獲る!（1995年1月2日）

### テレビ番組
- テレビ巡礼 西国三十三所（NHK BS2） - 語り

### 舞台
- 混血児（1971年10月 - 1972年7月・1971年12月1日） - サリー・ルイス[7]
- 大阪城の虎（1972年10月 - 1974年3月・1973年2月26日 - 2月28日） - おギン[8]
- 河（1975年2月21日・2月22日） - 市河睦子[9]
- 愛火（1977年2月25日・2月26日） - お雪[10]
- ウイリアム・テルは悲しい目をしている（1979年3月2日・3月3日・4月7日・6月17日・6月24日・10月7日・10月11日） - ヘドヴィク[11]
- 火のようにさみしい姉がいて（1982年9月1日 - 9月5日） - 中の郷の女[12]
- 田舎町のアネクドート（1983年8月18日 - 8月22日） - マリーナ[13]
- 姥ときめき（1985年4月25日・4月26日・6月6日・6月7日・8月10日・9月28日） - 喜寿パーティ司会者／清水ふみよ[14]
- 紫煙の彼方に（1987年9月23日 - 9月27日） - 鶴子[15]
- まほうつかいのでし（1990年4月25日 - 4月29日） - 大屋[16]
- 一銭五厘の旗－花森安治の仕事－（1991年8月29日 - 8月31日） - 大橋玲子[17]
- 希望をありがとう（1993年4月17日・10月 - 1995年10月） - 鹿島さつき[18]
- 女の平和（1995年4月5日 - 4月9日・9月） - リュー[19]
- 予は危険人物なり －宮武外骨自叙伝－（2001年1月19日・1月20日） - お米婆[20]
- 満月の夜は、なぞだらけ（2004年7月30日 - 8月8日・2005年1月15日・3月27日） - トキワ[21]
- 心と意志～Hearts and Minds～（2006年5月10日 - 5月14日） - カネダアツコ[22]
- オレたちはサンタじゃない!! －星夜にメリー・クリスマス－（2006年12月22日 - 12月26日） - ヒカリ[23]